# Antigua Veguería Francesa
La Antigua Veguería Francesa
(en catalán: Antiga Vegueria Francesa) es un edificio de viviendas de Andorra la Vieja, protegido como bien inmueble inventariado por su significación en la arquitectura de granito del principado de Andorra. Está situado en el número 15 de la avenida Meritxell.

## Descripción
Es un edificio de carácter plurifamiliar, construido en los años 1930, que organiza su fachada siguiendo las características de la arquitectura de granito. Sigue unos parámetros propios de la época en que fue construido, que rompen con los modelos de construcción de la arquitectura tradicional vigente hasta entonces: aberturas en arco de medio punto, balcones de peana consistente en una pieza de granito redondeada y tribuna central sobresaliendo.
Este edificio constituye un testimonio importante de la corriente de la arquitectura de granito y tiene también valor histórico por haber sido la primera sede de la veguería francesa establecida de forma fija en el interior del país.